# Austrian Open 2008 - Qualificazioni singolare
Le qualificazioni del singolare  dell'Austrian Open 2008 sono state un torneo di tennis preliminare per accedere alla fase finale della manifestazione. I vincitori dell'ultimo turno sono entrati di diritto nel tabellone principale. In caso di ritiro di uno o più giocatori aventi diritto a questi sono subentrati i lucky loser, ossia i giocatori che hanno perso nell'ultimo turno ma che avevano una classifica più alta rispetto agli altri partecipanti che avevano comunque perso nel turno finale.
Le qualificazioni del torneo Austrian Open  2008 prevedevano 16 partecipanti di cui 4 sono entrati nel tabellone principale.

## Teste di serie
1. Santiago Giraldo (Qualificato)
2. Matthias Bachinger (ultimo turno)
3. Adrian Ungur (primo turno)
4. Laurent Recouderc (primo turno)

1. Lukáš Rosol (ultimo turno)
2. Josselin Ouanna (Qualificato)
3. Philipp Oswald (primo turno)
4. Andreas Haider-Maurer (ultimo turno)

## Qualificati
1. Santiago Giraldo
2. Josselin Ouanna

1. Philipp Oswald
2. Daniel Brands

## Tabellone

### Legenda
| - Q = Qualificato - WC = Wild card - LL = Lucky loser | - ALT = Alternate - SE = Special Exempt - PR = Protected Ranking | - w/o = Walkover - r = Ritirato - d = Squalificato |

### Sezione 1
|  | Primo turno | Primo turno           | Primo turno           | Primo turno | Primo turno |  |  | Ultimo turno | Ultimo turno          | Ultimo turno          | Ultimo turno | Ultimo turno |  |
|  |             |                       |                       |             |             |  |  |              |                       |                       |              |              |  |
|  | 1           | Santiago Giraldo      | Santiago Giraldo      | 7           | 6           |  |  |              |                       |                       |              |              |  |
|  |             | Rainer Eitzinger      | Rainer Eitzinger      | 64          | 3           |  |  | 1            | Santiago Giraldo      | Santiago Giraldo      | 6            | 6            |  |
|  | 8           | Andreas Haider-Maurer | Andreas Haider-Maurer | 6           | 6           |  |  | 8            | Andreas Haider-Maurer | Andreas Haider-Maurer | 2            | 2            |  |
|  |             | Nicolas Reissig       | Nicolas Reissig       | 2           | 1           |  |  |              |                       |                       |              |              |  |

### Sezione 2
|  | Primo turno | Primo turno        | Primo turno        | Primo turno | Primo turno |  |  | Ultimo turno | Ultimo turno       | Ultimo turno | Ultimo turno | Ultimo turno |  |
|  |             |                    |                    |             |             |  |  |              |                    |              |              |              |  |
|  | 2           | Matthias Bachinger | Matthias Bachinger | 6           | 6           |  |  |              |                    |              |              |              |  |
|  |             | Armin Hirner       | Armin Hirner       | 0           | 1           |  |  | 2            | Matthias Bachinger | 6            | 1            | 5            |  |
|  | 6           | Josselin Ouanna    | Josselin Ouanna    | 6           | 6           |  |  | 6            | Josselin Ouanna    | 3            | 6            | 7            |  |
|  |             | Frank Moser        | Frank Moser        | 4           | 2           |  |  |              |                    |              |              |              |  |

### Sezione 3
|  | Primo turno | Primo turno        | Primo turno        | Primo turno | Primo turno |  |  | Ultimo turno       | Ultimo turno       | Ultimo turno       | Ultimo turno | Ultimo turno |  |
|  |             |                    |                    |             |             |  |  |                    |                    |                    |              |              |  |
|  |             | Alexander Satschko | Alexander Satschko | 6           | 6           |  |  |                    |                    |                    |              |              |  |
|  | 3           | Adrian Ungur       | Adrian Ungur       | 3           | 2           |  |  | Alexander Satschko | Alexander Satschko | Alexander Satschko | 4            | 68           |  |
|  |             | Philipp Oswald     | Philipp Oswald     | 6           | 6           |  |  | Philipp Oswald     | Philipp Oswald     | Philipp Oswald     | 6            | 7            |  |
|  | 7           | Pere Riba          | Pere Riba          | 3           | 3           |  |  |                    |                    |                    |              |              |  |

### Sezione 4
|  | Primo turno | Primo turno       | Primo turno       | Primo turno | Primo turno |  |  | Ultimo turno | Ultimo turno  | Ultimo turno  | Ultimo turno | Ultimo turno |  |
|  |             |                   |                   |             |             |  |  |              |               |               |              |              |  |
|  |             | Daniel Brands     | Daniel Brands     | 7           | 6           |  |  |              |               |               |              |              |  |
|  | 4           | Laurent Recouderc | Laurent Recouderc | 65          | 2           |  |  |              | Daniel Brands | Daniel Brands | 6            | 6            |  |
|  | 5           | Lukáš Rosol       | 6                 | 4           | 7           |  |  | 5            | Lukáš Rosol   | Lukáš Rosol   | 3            | 4            |  |
|  |             | Răzvan Sabău      | 0                 | 6           | 63          |  |  |              |               |               |              |              |  |